# Campeonato Alagoano
Campeonato Alagoano - ligowe mistrzostwa brazylijskiego stanu Alagoas.

## Format
Pierwsza liga 2006
Campeonato Alagoano podzielony jest na dwa turnieje - Copa Maceió i Copa Alagoas. Oba turnieje rozgrywane są w taki sam sposób:
1. W pierwszym etapie wszyscy uczestnicy grają ze sobą każdy z każdym mecz i rewanż. Najlepsze cztery w końcowej tabeli kluby awansują do drugiego etapu.
2. W drugim etapie cztery drużyny grają ze sobą każdy z każdym mecz i rewanż.
3. W trzecim etapie o mistrzostwo turnieju grają ze sobą zwycięzcy pierwszego i drugiego etapu. Trzeci etap będzie zbędny wtedy, gdy ten sam klub będzie zwycięzcą zarówno pierwszego, jak i drugiego etapu.

Po zakończeniu obu turniejów zwycięzca Copa Maceió walczy ze zwycięzcą Copa Alagoas o mistrzostwo stanu Alagoas. Klub, który w pierwszym etapie turnieju Copa Maceió zajmie ostatnie miejsce w końcowej tabeli spada do drugiej ligi i nie bierze udziału w turnieju Copa Alagoas. Także biorący udział w rozgrywkach drugiej ligi brazylijskiej (Campeonato Brasileiro Série B) klub CRB nie bierze udziału w Copa Alagoas.
Jak we wszystkich rozgrywkach w Brazylii format może być różny niemal w każdym roku.

## Kluby
Pierwsza liga
- Agremiação Sportiva Arapiraquense (ASA)
- Associação Atlética Coruripe
- Clube de Regatas Brasil (CRB)
- Clube Sociedade Esportiva (CSE)
- Murici Futebol Clube
- Sport Clube Bom Jesus
- Sport Clube Corinthians Alagoano
- Sport Club Penedense
- Centro Sportivo Alagoano (CSA)
- Ipanema Atlético Clube

Druga liga
- Capela Esporte Clube
- Centro Esportivo Olho D'aguense
- Sociedade Sportiva Sete de Setembro

## Lista mistrzów
- 1927 CRB
- 1928 CSA
- 1929 CSA
- 1930 CRB
- 1931 #
- 1932 #
- 1933 CSA
- 1934 #
- 1935 CSA
- 1936 CSA
- 1937 CRB
- 1938 CRB
- 1939 CRB
- 1940 CRB
- 1941 CSA
- 1942 CSA
- 1943 #
- 1944 CSA
- 1945 Santa Cruz
- 1946 Barroso
- 1947 Alexandria
- 1948 Santa Cruz
- 1949 CSA
- 1950 CRB
- 1951 CRB
- 1952 CSA
- 1953 ASA
- 1954 Ferroviário
- 1955 CSA
- 1956 CSA
- 1957 CSA
- 1958 CSA
- 1959 Capelense
- 1960 CSA
- 1961 CRB
- 1962 Capelense
- 1963 CSA
- 1964 CRB
- 1965 CSA
- 1966 CSA
- 1967 CSA
- 1968 CSA
- 1969 CRB
- 1970 CRB
- 1971 CSA
- 1972 CRB
- 1973 CRB
- 1974 CSA
- 1975 CSA
- 1976 CRB
- 1977 CRB
- 1978 CRB
- 1979 CRB
- 1980 CSA
- 1981 CSA
- 1982 CSA
- 1983 CRB
- 1984 CSA
- 1985 CSA
- 1986 CRB
- 1987 CRB
- 1988 CSA
- 1989 Capelense
- 1990 CSA
- 1991 CSA
- 1992 CRB
- 1993 CRB
- 1994 CSA
- 1995 CRB
- 1996 CSA
- 1997 CSA
- 1998 CSA
- 1999 CSA
- 2000 ASA
- 2001 ASA
- 2002 CRB
- 2003 ASA
- 2004 Corinthians
- 2005 ASA
- 2006 Coruripe
- 2007 Coruripe
- 2008 CSA
- 2009 ASA
- 2010 Murici
- 2011 ASA
- 2012 CRB
- 2013 CRB

### Kluby według liczby tytułów
- 37 - CSA
- 27 - CRB
- 7 - ASA
- 3 - Capelense
- 2 - Santa Cruz, Ferroviário i Coruripe
- 1 - Corinthians,Murici, Alexandria i Barroso